# Reggio Emilia (turniej szachowy)

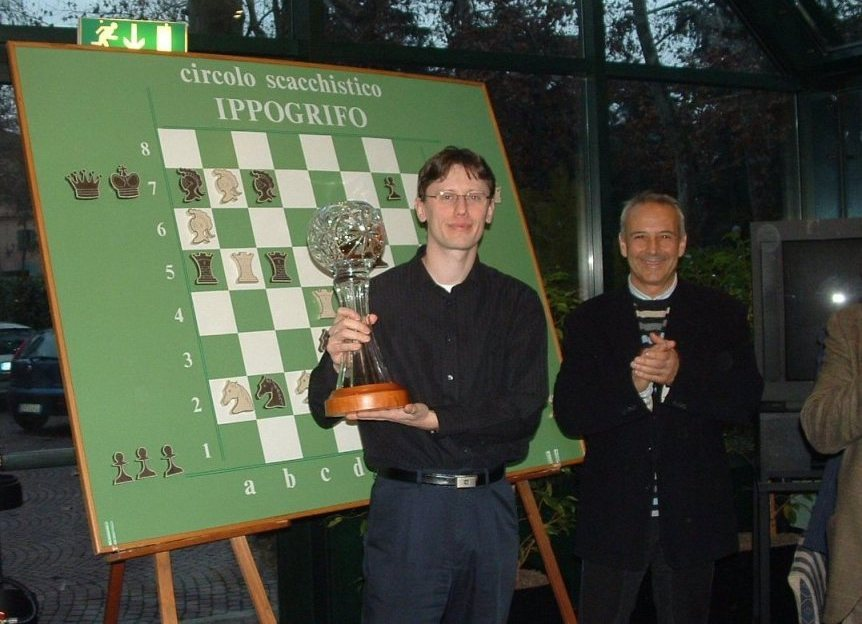
Zoltán Almási z pucharem za zwycięstwo
w 50. edycji (2007/08).

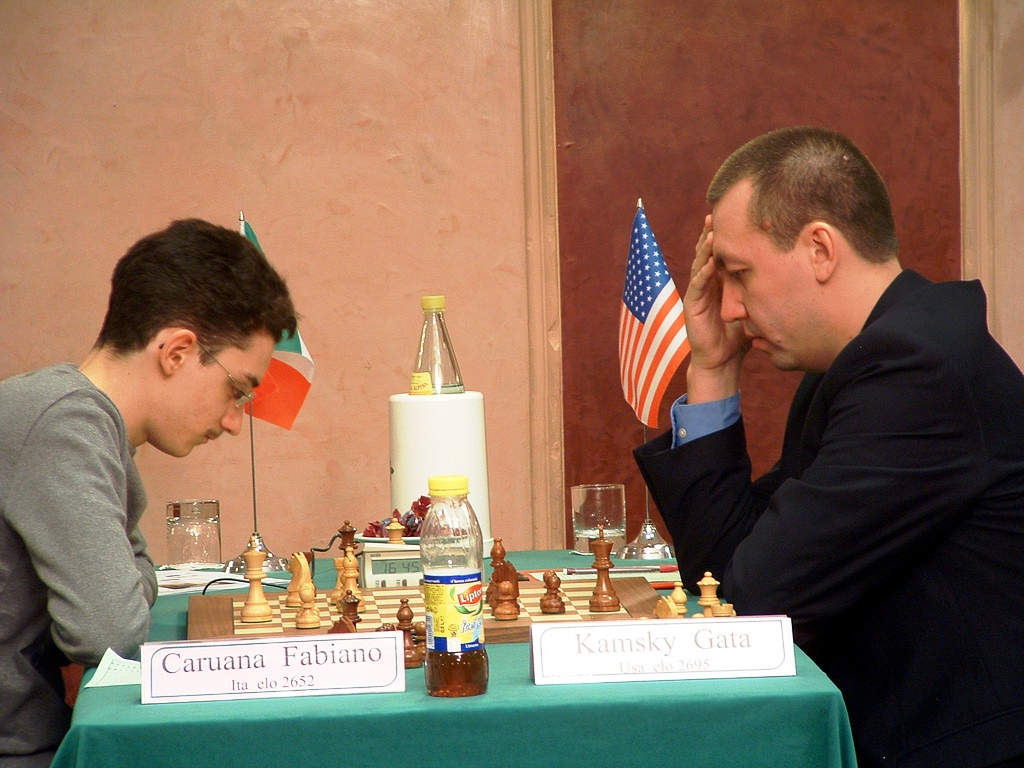
Zwycięzca 52. edycji (2009/10) Gata Kamski
(z prawej) w pojedynku z Fabiano Caruaną.

Reggio Emilia – międzynarodowy turniej szachowy, rozgrywany corocznie we włoskim mieście Reggio nell’Emilia. Pierwsze dwa turnieje rozegrano w latach 1947 i 1951, a ich zwycięzcami byli Esteban Canal i Mosze Czerniak. Cykliczne turnieje zaczęto rozgrywać od 1958 roku, a ich pomysłodawcą był Enrico Paoli. Odbywają się one na przełomie lat, począwszy od pierwszej edycji – systemem kołowym, w obsadzie od 9 do 16 uczestników. W niektórych latach rozgrywano również turniej B, obok turnieju głównego, natomiast w edycji 1991/1992 odbyły się dwa turnieje główne, w formule dwukołowej i obsadzie 7 zawodników każdy.
Najlepiej obsadzone turnieje rozegrano na początku lat 90. XX wieku. Pod względem średniego rankingu ELO, najsilniejszą edycją była edycja 34. (1991/1992), w której zwyciężył Viswanathan Anand przed Borisem Gelfandem, Garrim Kasparowem i Anatolijem Karpowem (śr. ranking 2676, XVIII kategoria FIDE).
Jedynym polskim zwycięzcą turnieju Reggio Emilia był Michał Krasenkow (w edycji 1996/1997).

## Zwycięzcy dotychczasowych turniejów
| Lp | Rok       | Zwycięzcy                                                              | Wynik    |
| -- | --------- | ---------------------------------------------------------------------- | -------- |
| 1  | 1958/1959 | Otto Marthaler                                                         | 8 (9)    |
| 2  | 1959/1960 | Cveto Trampuz                                                          | 6½ (8)   |
| 3  | 1960/1961 | Péter Dely                                                             | 6½ (9)   |
| 4  | 1961/1962 | Alberto Giustolisi                                                     | 8 (11)   |
| 5  | 1962/1963 | Győző Forintos                                                         | 10 (11)  |
| 6  | 1963/1964 | Rudolf Teschner, Erno Gereben Gedeon Barcza, Janos Flesch              | 8½ (11)  |
| 7  | 1964/1965 | Mario Bertok, István Bilek Rudolf Teschner, Dragoljub Minić            | 8½ (11)  |
| 8  | 1965/1966 | Bruno Parma                                                            | 9 (11)   |
| 9  | 1966/1967 | Victor Ciocâltea, Dragoljub Čirić                                      | 8 (11)   |
| 10 | 1967/1968 | Milan Matulović                                                        | 10½ (13) |
| 11 | 1968/1969 | Ladislav Mista, Iwan Radułow Enrico Paoli, Victor Ciocâltea            | 7 (11)   |
| 12 | 1969/1970 | Sergio Mariotti                                                        | 7½ (11)  |
| 13 | 1970/1971 | Bruno Parma                                                            | 11½ (15) |
| 14 | 1971/1972 | Andrew Soltis                                                          | 8½ (11)  |
| 15 | 1972/1973 | Levente Lengyel, Ljuben Popow, Eugenio Torre                           | 7 (11)   |
| 16 | 1973/1974 | Ljuben Popow, Gyula Sax, Jürgen Dueball                                | 8 (11)   |
| 17 | 1974/1975 | Orestes Rodriguez, Alvise Zichichi                                     | 8 (11)   |
| 18 | 1975/1976 | Luděk Pachman                                                          | 6 (9)    |
| 19 | 1976/1977 | Giennadij Kuźmin                                                       | 8 (11)   |
| 20 | 1977/1978 | László Kovács                                                          | 8½ (11)  |
| 21 | 1978/1979 | Ralf Hess                                                              | 8 (11)   |
| 22 | 1979/1980 | Aleksandr Koczijew                                                     | 9½ (13)  |
| 23 | 1980/1981 | Nils-Gustaf Renman                                                     | 10 (13)  |
| 24 | 1981/1982 | Arne Dür                                                               | 10½ (13) |
| 25 | 1982/1983 | Nona Gaprindaszwili                                                    | 8 (11)   |
| 26 | 1983/1984 | Karel Mokrý                                                            | 8 (11)   |
| 27 | 1984/1985 | Lajos Portisch                                                         | 7½ (11)  |
| 28 | 1985/1986 | Ulf Andersson, Ljubomir Ljubojević, Oleg Romaniszyn                    | 7 (11)   |
| 29 | 1986/1987 | Zoltán Ribli                                                           | 6½ (11)  |
| 30 | 1987/1988 | Władimir Tukmakow                                                      | 6 (9)    |
| 31 | 1988/1989 | Michaił Gurewicz                                                       | 6½ (9)   |
| 32 | 1989/1990 | Jaan Ehlvest                                                           | 7½ (10)  |
| 33 | 1990/1991 | Anatolij Karpow                                                        | 7½ (12)  |
| 34 | 1991/1992 | Viswanathan Anand                                                      | 6 (9)    |
| 35 | 1992/1993 | Rafael Waganian                                                        | 9 (11)   |
| 36 | 1993/1994 | Lajos Portisch                                                         | 8½ (11)  |
| 37 | 1994/1995 | Rafael Waganian                                                        | 8½ (11)  |
| 38 | 1995/1996 | Jurij Razuwajew, Aleksiej Driejew, Władimir Jepiszyn                   | 5½ (9)   |
| 39 | 1996/1997 | Michał Krasenkow                                                       | 7 (9)    |
| 40 | 1997/1998 | Dmitrij Komarow, Leonid Judasin                                        | 7½ (11)  |
| 41 | 1998/1999 | Jewgienij Sołożenkin                                                   | 7 (9)    |
| 42 | 1999/2000 | Leonid Judasin                                                         | 7 (9)    |
| 43 | 2000/2001 | Oleg Romaniszyn                                                        | 7½ (9)   |
| 44 | 2001/2002 | Władimir Georgijew, Aleksander Delczew Borys Czatałbaszew, Mišo Cebalo | 6 (9)    |
| 45 | 2002/2003 | Jean-Luc Chabanon, Mladen Palac                                        | 7 (9)    |
| 46 | 2003/2004 | Igor Miladinović                                                       | 7 (9)    |
| 47 | 2004/2005 | Aleksander Delczew                                                     | 6½ (9)   |
| 48 | 2005/2006 | Konstantin Landa                                                       | 7 (9)    |
| 49 | 2006/2007 | Viorel Iordăchescu                                                     | 7 (9)    |
| 50 | 2007/2008 | Zoltán Almási                                                          | 6 (9)    |
| 51 | 2008/2009 | Ni Hua                                                                 | 6½ (9)   |
| 52 | 2009/2010 | Gata Kamski, Zoltán Almási                                             | 6½ (9)   |
| 53 | 2010/2011 | Vüqar Həşimov, Francisco Vallejo Pons                                  | 6 (9)    |
| 54 | 2011/2012 | Anisz Giri                                                             | 6 (10)   |